# Comme un fils
Comme un fils é um filme de 2023 dirigido por Nicolas Boukhrief. Foi lançado pela Le Pacte na França em 6 de março de 2024.

## Sinopse
Um professor que perdeu a vocação tenta ajudar um jovem de 14 anos após descobrir que ele era forçado a roubar.

## Elenco
- Vincent Lindon : Jacques Romand
- Karole Rocher : Harmel Kirshner
- Stefan Virgil Stoica : Victor
- Sorin Mihai : Andreas
- Florin Opasche : Dolofan
- Robert Opasche : Raul
- Guillaume Draux : Dr Ambert
- Saïd Aïssaoui : comissário Mauri

## Recepção
Na França, o filme tem uma nota média de 3/5 no agregador do AlloCiné, calculada a partir de 20 resenhas da imprensa.